# Крестово-Городище
Крестово-Городище — село в Чердаклинском районе Ульяновской области, административный центр Крестовогородищенского сельского поселения.

## География
Село расположено в 35 км от райцентра Чердаклы и в 37 км от областного центра Ульяновск, на берегу Куйбышевского водохранилища.

## Название
Для различия от другого села Городищи (которому дали название Кротково-Городище, которое находилось в одном уезде, на реке Черемшан, в 1956 году затоплено), во второй половине XVIII века  стали прибавлять приставку — Крестовое.
Первая версия: «Крестовое» — по двум пересекающимся протокам —   Застенная и Кайбелина воложки, т.е. рукава Волги. [Карта 1950 г.]
Вторая версия: когда-то на въезде и выезде из Крестово-Городища стояли большие кресты. Традиция установки крестов около поселений существует и по сей день. По воспоминаниям старожилов, первые поселенцы боялись «нечистой силы» из развалин старого мусульманского городища, тем более что на его месте было жестокое побоище. Но потом соорудили по четырём сторонам от городища своеобразную защиту — кресты.
В 1965 году предлагалось переименовать Крестово-Городище по названию средневекового памятника, давшего имя Симбирску—Ульяновску, то есть в Симбирское.

## История
Основано в 1661 году, когда была дана Ввозная грамота игумену Костромского Богоявленского монастыря Герасиму на земли по Волге, что было подтверждено в Указе Петра I в 1708 году.
В 1708 году деревня вошла в состав Казанского уезда Казанской губернии (1708—1781).
Первый храм здесь был построен не ранее 1710 года, но не позже 1745 года (в Переписной книге 1710 г. Крестово-Городище записано как деревня, а на карте «Атласа» 1745 г. «Городище» уже показано как село с церковью).
В 1762 году в Крестовом Городище построена однопрестольная, деревянная Христорождественская церковь; в 1846 году церковь Рождества Христова перестроена на средства прихожан.
В 1780 году село Рождественское Крестовое и Городищи тож вошло в состав Ставропольского уезда Симбирского наместничества.
В 1785 году, при топографическом описании Ставропольского уезда Симбирского наместничества, записано: «...Знаменитых урочищ, переданных историками потомству, не имеется, а находится около берегов волжских при селе Крестовом Городище старинный окоп, через который проходила старинная большая линия...».
В 1796 году — в составе Симбирской губернии.
Во время Отечественной войны 1812 года в Симбирском ополчении было 16 односельчан.
В 1844 году в селе была открыта первая (одноклассная) школа.
С 1851 года — в составе Самарской губернии.
Во время Крымской войны (1853—1856 гг.) из удельных крестьян Самарской губернии был создан «Стрелковый полк императорской фамилии». Из Крестовых Городищ в полк были зачислены: И. Г. Кочумов, О. Макаров, К. А. Коротков, Т. Д. Тарзилов, К. В. Шариков, В. С. Агеев, А.Филиппов, С. М. Шалов, И. П. Половинкин, И. Ф. Чуинков, А. Е. Оленин, С. Ф. Филонов.
В 1859 году село Крестовые Городищи входило во 2-й стан Ставропольского уезда Самарской губернии.
В 1861 году село стало волостным центром, в которое вошло и село Кайбелы. 
В Первой мировой войне участвовали более 100 односельчан. Среди них: К. Ф. Шагинов, С. М. Исаков, А. П. Исаев и др. В селах были созданы военные лазареты.
В 1918 году был образован Крестово-Городищенский сельсовет.
С 1919 года — в Мелекесском уезде.
С 1928 года — в Николо-Черемшанском районе (1928—1929 и 1935—1956) Ульяновского округа Средне-Волжской области (1928—1929) / Средне-Волжского края (с 1929—1936).
В 1929 году в селе была создана сельскохозяйственная артель «Батрак», объединившая 12 хозяйств. В 1930 году был создан первый в районе колхоз «Красная Волга», объединивший к весне 1931 года 875 крестьянских хозяйств. Затем колхоз разъеденился на три: «Красная Волга», «Новая Волга» и «Свобода».
В годы Великой Отечественной войны 1941-1945 гг. более 1200 жителей из Крестово-Городищ и Кайбел ушли на фронт, 462 из них не вернулись.
С 1943 года — в Ульяновской области.
В 1953 году, ввиду затопления села Куйбышевским водохранилищем, жители села Крестово-Городище и Кайбелы стали переселяться на новое место, где в 1954 году основали одно новое село — Крестово-Городище, а рыбаки — Белая Рыбка. Местные колхозы были также объединены в один — «Память Ильича».
27 июля 1954 г. Чердаклинский райисполком решил передать Христорождественскую церковь колхозу «Память Ильича», а все стройматериалы, полученные при её разборке, использовать для возведения в новом Крестово-Городище библиотеки и детских яслей. Но построили клуб, который находился рядом с памятником воинам, погибшим в Великую Отечественную войну, который со временем пришел в негодность и был разрушен.
С 1956 года — в Чердаклинском районе.
В 1969 году была построена новая кирпичная двухэтажная школа. 
в 1975 году в село пришёл газ. 
В 1997 году в Крестово-Городище начал работать новый храм в честь Рождества Христова.
В 2005 году село стало административным центром Крестовогородищенского сельского поселения.
В 2008 году в рамках проекта «Ульяновская область — филателистическая столица России — 2008» в селе состоялась Всероссийская юношеская филателистическая выставка.
5 ноября 2017 года после ремонта в селе состоялось торжественное открытие сельского дома культуры. Ремонт дома культуры осуществился в рамках проекта партии «Единая Россия» «Местный дом культуры».

## Население
| Год     | Число дворов | Число жителей | Примечания |
| ------- | ------------ | ------------- | --- |
| 1744    | —            | 446           | |
| 1780    | —            | 463           | Экономические крестьяне |
| 1809    | —            | 740           | |
| 1848    | 212          | 2152          | 2012 удельных крестьян, 99 раскольников Спасова согласия, 10 приверженцев поповщины и 4 — беспоповщины.                                                            |
| 1859    | 317          | 2021          | Удельные крестьяне. Церковь, училище |
| 1889    | 589          | 3290          | волостное правление, земская общественная школа, работали 1 водяная и 19 ветряных мельниц, 11 обдирок, 2 чесальных завода;                                         |
| 1900    | 657          | 3521          | Церковь, две школы, 20 ветряных мельниц. |
| 1910    | 718          | 3678          | Церковь, церковно-приходская и земская школы, 2 овчинных завода, 2 кирпичных завода, маслобойня, 1 паровая и 18 ветряных мельниц, 7 просообдирок, 3 шерсточесалки. |
| 1930[1] | 1193         | 5166          | |
| 2007    | —            | 2249          | |
| 2014    | 1000         | 2400          | |

## Известные люди
- В 1992 году на местном кладбище был похоронен известный поэт Благов Николай Николаевич.
- Шаров, Пётр Матвеевич —  Герой Социалистического Труда (1966).
- С августа 1941-го — по апрель 1944-го, во время эвакуации, в селе жил Виктор Александрович Чижиков, советский и российский художник-карикатурист, автор Олимпийского Мишки — талисмана летних Олимпийских игр 1980 года, Народный художник Российской Федерации[28].
- С 1941 по 1952 год, в селе жил Корелин Авенир Павлович (1933-2017), советский и российский учёный, доктор исторических наук, профессор, историк XIX века
- В селе живёт первый Почётный филателист Ульяновской области, Почётный филателист России Валерий Лифанов[29].

## Достопримечательности
- При селе Крестовом Городище находится старинный окоп, через который проходила старинная большая линия (Закамская засечная черта).[30]
- В 1851 году около села Кайбелы[31] местные рыбаки нашли на берегу Волги золотую цепь с бляхой. Находка была подарена государю—императору Николаю I, который приказал хранить ценную находку в Московской оружейной палате. Вес находки составляет один фунт и десять золотников[32].
- В «СНМ на 1910 г.» в примечаниях написано: «С.с. Крест. Городищи и Кайбелы расположены на мѣстѣ древн. Булгарскихъ Селидбищъ, отъ коихъ сохранились и по настоящее время „Мары" и „Курганы" близъ которыхъ нерѣдко находятъ человѣч. кости и черепки глиняной посуды. Въ 1846 году близъ упомянут. селеній найдена Булгарская золотая монета, хранящаяся нынѣ въ Московскомъ Археологическомъ музеѣ.»[25].
- В районе современного села Крестового Городища, предположительно находились летописные Исады и речка Цевца, где умер князь Изяслав Глебович из Переяславля Южного в 1183 году.[33]
- Сейчас в официальный список памятников археологии Чердаклинского района (постановление Совета Министров РСФСР от 04.12.1974 г.; распоряжение Главы администрации Ульяновской области от 29.07.1999 г.) Комитета Ульяновской области по культурному наследию входит 5 объектов в районе нового села:

1) стоянка «Крестово-Городище» («Кайбелы», эпоха бронзы)";
2) курганная группа из 20 курганов (эпоха бронзы);
3) курганная группа из 9 насыпей (II тыс. до н. э.);
4) селище «Крестово-Городище» (II тыс. до н. э.);
5) могильник «Кайбелы» (1-я четв. II тыс.). Самое дальнее из них находится в 5 км от поселения.
- В 1970 году в селе установлен памятник 462 воинам-односельчанам погибшим во Второй мировой войне[38].

## Село в филателии
- В 2008 году Министерство связи России выпустило ХМК — «360 лет Ульяновску. Всероссийская юношеская филателистическая выставка. Ульяновская область. Крестово Городище. 2008»[39].

## Инфраструктура
Сейчас в селе находятся: средняя школа, детский дом «Алые паруса», ДОУ «Малыш», офис врача общей практики, магазины «Фасоль», «Радуга» и «СтройМаг», «Метелица», магазин-пекарня, свино-комплекс «Волжский» и КФХ «Макаров». СПК "Память Ильича" (Ликвидировано 23.04.2007 г.).
Ходят автобусы № 108 и № 149 из Ульяновска.

## Улицы
В Крестово-Городище существуют 12 улиц: 9 Мая, Горького, Калинина, Колхозная, Ленина, Мира, Мичурина, Молодёжная, Славянский базар, Степная, Чапаева и Шофёров, а также 4 переулка: Комсомольский, Кооперативный, Пионерский и Южный. В старом селе до затопления были районы Кокшай (в середине), Выселки и Конец.